# Santa Maria da Vitória
Santa Maria da Vitória é um município brasileiro do estado da Bahia. Localizada na borda esquerda do Rio Corrente, ligada por uma ponte e uma passarela a cidade de São Félix do Coribe (o Rio Corrente é um dos principais afluentes da margem esquerda do Rio São Francisco). Possui em suas margens enormes pedreiras com até 15 metros de altura. Atrai turistas do Centro-Oeste, principalmente nas suas festas: Carnaval, festa junina, além do tradicional Festejo do Divino Espírito Santo, organizado no interior do município, nas comunidades de Água-Quente, São João,Currais, Nova Franca, Mocambo e Porco Branco, movimentando uma parte maciça da população, inclusive de outras cidades, ao interior.
A cidade de Santa Maria da Vitória fica localizada na Região intermediária de Barreiras, a 220 KM da maior e principal cidade do Oeste da Bahia Barreiras, sendo também Barreiras umas das principais e maiores cidades da Bahia, faz limite com Santana, Baianópolis, Canápolis, São Desidério, Correntina, Jaborandi e São Félix do Coribe.
Samavi está localizada a 866 km de Salvador e a 220 km de Barreiras.

## Etimologia
A cidade recebeu esse nome por causa da devoção do seu fundador, o português André Afonso de Oliveira, devoto de Nossa Senhora da Vitória, um título mariano católico bastante venerado em Portugal, sua terra natal, tanto que trouxe uma imagem da santa diretamente de sua terra para colocar na igreja matriz da cidade.

## História
Na época da chegada dos colonizadores europeus ao Brasil (século XVI), a porção central do país era ocupada por indígenas do tronco linguístico macro-jê. Particularmente, a região de Santa Maria da Vitória era ocupada por índios Acroás, um subgrupo dos índios Xacriabás, sendo estes um grupo indígena que habita a margem esquerda do rio São Francisco.
A história do município se inicia no ano de 1792 com a vinda do fidalgo português André Afonso de Oliveira, natural da cidade do Porto que, em contato com seus conterrâneos que residiam na província da Bahia, adquiriu alguns alqueires de terra às margens de um rio de águas claras que logo recebeu o nome de Corrente. Nessa época, o Oeste da Bahia pertencia à província de Pernambuco e tinha o nome de Comarca do Rio de São Francisco. Esta vasta região pertenceu a Pernambuco até meados de 1824. D. Pedro I a desligou do território pernambucano como punição pelo movimento separatista conhecido como Confederação do Equador. Este foi o último território desmembrado de Pernambuco, impondo àquele estado uma grande redução da extensão territorial, de 250 mil km² para os 98.311 km² atuais. Após três anos sob administração mineira, a região foi anexada à Bahia em 1827. Nesta época, a região que hoje compreende o município de Santa Maria da Vitória, pertencia ao município de Carinhanha.

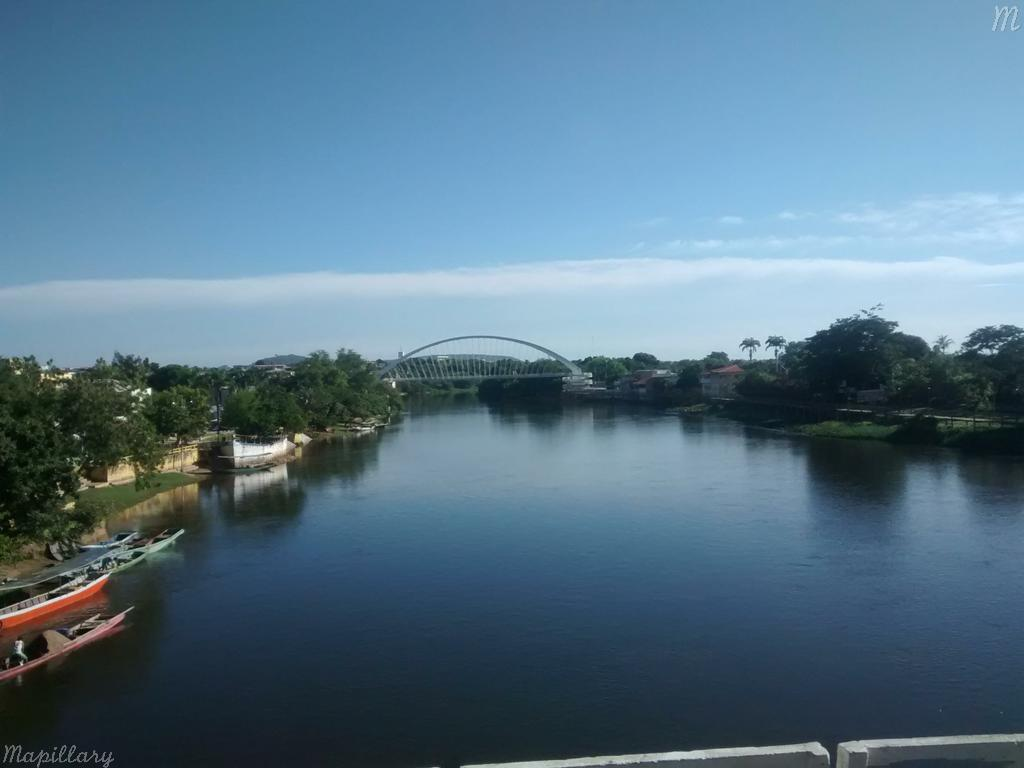
Ponte sobre o Rio Corrente entre Santa Maria da Vitória e São Félix do Coribe.

Em virtude dos grandes baixios alagados às margens do Rio Corrente, o português foi obrigado a mudar para o centro de suas terras, acampando e instalando a sua moradia em um local distante três léguas para dentro, que logo recebeu o nome de Arraial do Brejo do Espírito Santo. Com ele, vieram as primeiras mudas de cana de açúcar que cultivavam nos sítios Maranhão e Arrependido. O português tinha nove filhos, sendo seis homens e três mulheres. O mais velho (Joaquim Afonso de Oliveira) lhe substituía nas lides cotidianas. Atualmente, há uma praça no centro da cidade em homenagem aos seus primeiros moradores: Praça dos Afonsos. André Afonso de Oliveira foi sepultado na Capela do Divino Espírito Santo por ele construída com a ajuda dos seus escravos. Lodo depois de sua morte, o seu filho Joaquim foi agraciado com a patente de Oficial da Guarda Imperial.
O tenente-coronel Joaquim Afonso de Oliveira aguardava a promessa do imperador para melhorar o Arraial do Brejo do Espírito Santo, quando foi surpreendido com a notícia da elevação do arraial de Curral das Éguas (atual Correntina) à condição de vila. Desgostoso com esse ato, Joaquim abandonou o Brejo do Espírito Santo e voltou para as margens do Rio Corrente, fixando-se em uma fazenda que recebeu o nome de sua terra natal: Porto, local que hoje é Santa Maria da Vitória.
Necessitando de carpinteiros para a construção de casas e de uma igreja, teve que fazer uma viagem até a cidade de Cachoeira, trazendo de lá o carpinteiro Antônio Pereira Façanha. Antônio construiu a casa grande dos Afonsos, bem como a igrejinha do Alto Menino Deus. Em 1840, viam-se apenas poucas casas, circundadas de frondosas gameleiras. Era, naquela época, o porto frequentado constantemente por tropeiros, que faziam transações comerciais, especialmente pela venda de rapaduras produzidas no Brejo do Espírito Santo. Quando a fazenda do Porto estava já bastante habitada, e também com a igreja matriz já em construção, pessoas da Vila de Curral das Éguas (atual Correntina) vieram abalar a paz da família Afonso. Os invasores eram chefiados pelo Capitão Severiano Antônio de Magalhães, com ataques à mão armada. Esse bando foi escurraçado e tiveram que fugir para a localidade de Lavandeira, distante duas léguas do Porto. Lá, não encontrando resistência por parte dos moradores, praticaram todo tipo de barbaridade, inclusive dispersaram uma missão de frades que pregavam a religião católica, cujos missionários tiveram que se esconder na outra margem do rio.
No combate da lavandeira, os fanáticos assassinaram barbaramente o velho Maciel. Receoso de uma nova investida pelos bandoleiros, o tenente-coronel Joaquim pediu providências e auxílio às autoridades da província. Estas atenderam o pedido enviando via Cachoeira, um alferes denominado Reimualdo, com dez praças para garantir a segurança do povoado. Sendo assim, o tenente-coronel conseguiu concluir a igreja matriz e trouxe de Portugal a imagem da Santa Virgem da Vitória que demorou dois meses e dezesseis dias para chegar na localidade, tendo desembarcado em Cachoeira e vindo em braços de escravos. Ao falecer o tenente-coronel Joaquim Afonso de Oliveira, seus restos mortais foram enterrados em frente ao altar-mor da Igreja Matriz.
Já em 1850, um pescador, vindo da localidade de Barra do Rio Grande, construiu a primeira embarcação para transportar mercadorias e animais da região, por conseguinte, outras embarcações foram construídas e o arraial começou a crescer com a chegada de grande um grande número de pessoas para praticar a agricultura. Foi nesse ínterim que é construída um símbolo da cidade, a capela dedicada à Nossa Senhora das Vitórias. Com esse desenvolvimento o arraial cresceu a ponto de se transformar no maior porto comercial do imenso município do Rio das Éguas.
Logo a paz voltou ao povoado, que foi elevado à categoria de Vila no ano de 1878 com o nome de Porto de Santa Maria da Victoria, desmembrada de Carinhanha, em homenagem à santa trazida de Portugal, tomando o lugar de Rio das Éguas (Correntina) como sede do termo. Porém, a vila do Porto de Santa Maria da Victoria foi extinta em 1886 para restaurar o município (antigo) de Rio das Éguas (atual Correntina). Dois anos mais tarde, em 1888, foi extinto novamente o município de Rio das Éguas para restaurar a vila de Santa Maria da Vitória. Com isto, surgiu uma rivalidade entre as populações dos dois núcleos - Santa maria da Vitória e Rio das Éguas - o que impediu por muito tempo o progresso de ambos os locais. Só com o advento da república foi que cessou a rivalidade com a elevação de ambas os lugares à condição de vilas.
Em 1878, este foi o parecer acerca da elevação do Porto de Santa Maria da Victoria à condição de município, tomando o lugar de Rio das Éguas, conforme Ata da Assembleia Legislativa Provincial publicada no português arcaico:
"À commissão de estatística foi presente a representação documentada dos moradores do arraial do Porto de Santa Maria da Victoria, municipio do Rio das Éguas, pedindo transferência da sede da villa e freguezia do Rio das Eguas para o dito arraial. Considerando que a villa do Rio das Eguas é sita na extremidade do município, perto da fronteira de Goyaz, e que acha-se em decadencia. Considerando que o arraial do Porto de Santa Maria, já pela sua população, já pelo seu estado de adiantamento, já pelos edifícios que possue, já por suas relações commerciaes, já pelas condições topographicas, é digno de ser a sede da villa e freguezia. Considerando que o Arraial do Porto de Santa Maria está no centro do termo entre as extremas de Goyaz (lado do sul) e da freguezia de Sant'Anna dos Brejos (lado do norte); é banhado pelo rio corrente, confluente navegavel do Rio de S. Francisco, e entretem com as localidades da margem deste magestoso rio importante commercio, digno de incremento e animação. É a commissão de parecer que se adopte o seguinte: A sede da parochia e da villa do Rio das Eguas, termo do mesmo nome, comarca de Carinhanha, fica transferida para o arraial do Porto de santa Maria da Victoria." 
Em 1886, como já foi dito, a sede da vila voltou a ser Rio das Éguas (atual Correntina) e este foi o argumento utilizado na época pelo deputado provincial Martiniano de Almeida:
"A povoação do Rio das Egoas tem o edificio indispensavel para funccionar a câmara, tem a igreja matriz e na povoação nascente de Santa Maria da Victoria não existe matriz, não há casa de câmara. É portanto, de notória conveniência a transferência da villa para a antiga séde; e esta necessidade é de tal ordem que todos querem e reclamam." 
Pela lei estadual número 737 de 26 de junho de 1909, recebeu o status de cidade, mas teve seu nome alterado para apenas Santa Maria. Entre 1943 e 1944, o nome oficial voltou a ser Santa Maria da Vitória. Hoje o município é constituído de três distritos: Santa Maria da Vitória, Açudina e Inhaúmas.

## Geografia
O município de Santa Maria da Vitória está a 220 km de Barreiras, Capital regional, 860 km de Salvador, capital estadual, e 584 km de Brasília, capital federal.

### Demografia
De acordo com o último censo do IBGE, a população do município de Santa Maria da Vitória chegou a 38 604 habitantes em 2022, refletindo uma redução do número de habitantes.
| Ano  | População | Taxa de crescimento (%) |
| ---- | --------- | ----------------------- |
| 1970 | 31 216    | 2,42                    |
| 1980 | 38 759    | 0,65                    |
| 1991 | 41 528    | -0,07                   |
| 2000 | 41 261    | -0,23                   |
| 2010 | 40 309    | -0,35                   |
| 2022 | 38 604    |                         |

Religiões em Santa Maria da Vitória (2010)

### Religião
A maioria da população de Santa Maria é adepta do catolicismo romano, seguido da religião evangélica que possui diversas vertentes (pentecostal, batista, etc.). Segue o gráfico com as principais denominações religiosas encontradas em Santa Maria segundo o censo 2010 do IBGE:

## Política
Desde o golpe republicano, que tirou Dom Pedro II, as oligarquias regionais têm preponderado na região.
O prefeito mais notável foi Francisco (Chiquinho), que foi reeleito diversas vezes, tendo como notório a construção da ponte Deputado Adão Souza que ligou-a com São Félix do Coribe. O deputado foi um dos principais articuladores com o governador para financiar a construção da ponte, e fez a avenida Perimetral que corta a cidade e liga a cidade a Inhaúmas e Açudina, além de ligar a outros municípios.
A atual câmara legislativa de Santa Maria da Vitória, Açudina e Inhaúmas tem 13 (treze) membros, eleitos pelo sistema proporcional. Atualmente ela é composta pelos seguintes vereadores, em ordem crescente dos mais votados: Petrônio de Paulão (PP), Firmino Tomáz (PP), Ivanildo Leão (PSC), 'Santim' (PP), Carlitinho (PP), Jânio de Inhaúmas (PSD), Baiô (PSD), Có de Açudina (PP), Maraezinho de Ruy (PSC), João Marques (PDT), Mazinho Ataide (MDB) e Moíses (PSB).
Intendentes
| Ordem | Nome                                    | Período        |
| ----- | --------------------------------------- | -------------- |
| 1º    | José Augusto Pereira de Carvalho        | 1888 a 1892    |
| 2º    | Coronel Bruno Martins da Cruz           | 1893 a 1896    |
| 3º    | João José da Costa Ataíde               | 1897 a 1900    |
| 4º    | Tenente-Coronel João Afonso de Oliveira | 1901 a 1904    |
| 5º    | Sebastião Laranjeira da Silva           | 1905 a 1908    |
| 6º    | Major José de Sousa Borba               | 1909 a 1912    |
| 7º    | Tenente-coronel João Moreno de Moura    | 1913 a 1916    |
| 8º    | Capitão Ernesto José do Bonfim          | 1916 (4 meses) |
| 9º    | Coronel Bruno Martins da Cruz           | 1917 a 1920    |
| 10º   | Coronel Clemente de Araújo Castro       | 1921 a 1923    |
| 11º   | Major Elias de Sousa Borba              | 1924 a 1928    |
| 12º   | Major Argemiro Antônio Filardi          | 1929 a 1930    |

Prefeitos
| Ordem | Nome                                                    | Período            |
| ----- | ------------------------------------------------------- | ------------------ |
| 1º    | Ovídio Guimarães de Sousa                               | 1930 (3 meses)     |
| 2º    | Dr. Francisco Cotias Lebre                              | 1931 a 1934        |
| 3º    | Coronel Clemente de Araújo Castro                       | 1935 a 1942        |
| 4º    | Clóvis de Araújo Castro                                 | 1942 a 1945        |
| 5º    | Dr. Ulisses Caldas Pinto                                | 1945 a 1946        |
| 6º    | Joaquim da Costa Ataíde                                 | 1947 a 1948        |
| 7º    | Dr. José Borba                                          | 1949 a 1950        |
| 8º    | Antônio Martins da Cruz                                 | 1951 a 1954        |
| 9º    | Arnaldo Pereira da Silva                                | 1955 a 1958        |
| 10º   | Roberto Borges                                          | 1959 a 1960        |
| 11º   | Leônidas Borba                                          | 1960 a 1961        |
| 12º   | Rolando Laranjeira Barbosa                              | 1962 a 1965        |
| 13º   | Péricles Laranjeira Braga                               | 1966 a 1970        |
| 14º   | Belonísio Amélio da Cruz                                | 1971 a 1972        |
| 15º   | Rolando Laranjeira Barbosa                              | 1973 a 1976        |
| 16º   | Tito Lívio Nogueira Soares                              | 1977 a 1982        |
| 17º   | Francisco Alves da Silva                                | 1983 a 1987        |
| 18º   | Joaquim Ferreira Campos                                 | 1988 a 1989        |
| 19º   | Tito Lívio Nogueira Soares                              | 1989 a 1992        |
| 20º   | Joaquim Ferreira Campos                                 | 1993 a 1995        |
| 21º   | Pedro Ferreira Mariano                                  | 1996 (suicidou-se) |
| 22º   | Nery Pereira Batista                                    | 1997 a 2000        |
| 23º   | Prudente José de Moraes                                 | 2001 a 2008        |
| 24º   | Padre Amário dos Santos Santana                         | 2009 a 2016        |
| 25º   | Renato Rodrigues Leite Júnior                           | 2017 a 2020        |
| 26º   | Antônio Elson Marques da Silva (Tonho de Zé de Agdônio) | 2021 a 2024        |

## Infraestrutura
O setor de estrutura urbana de Santa Maria da Vitória é de responsabilidade da Secretaria de Obras e Serviços Púbicos que, dentro de sua delegação, tem a função de zelar pela limpeza e desenvolvimento da urbanização na cidade.

### Transportes

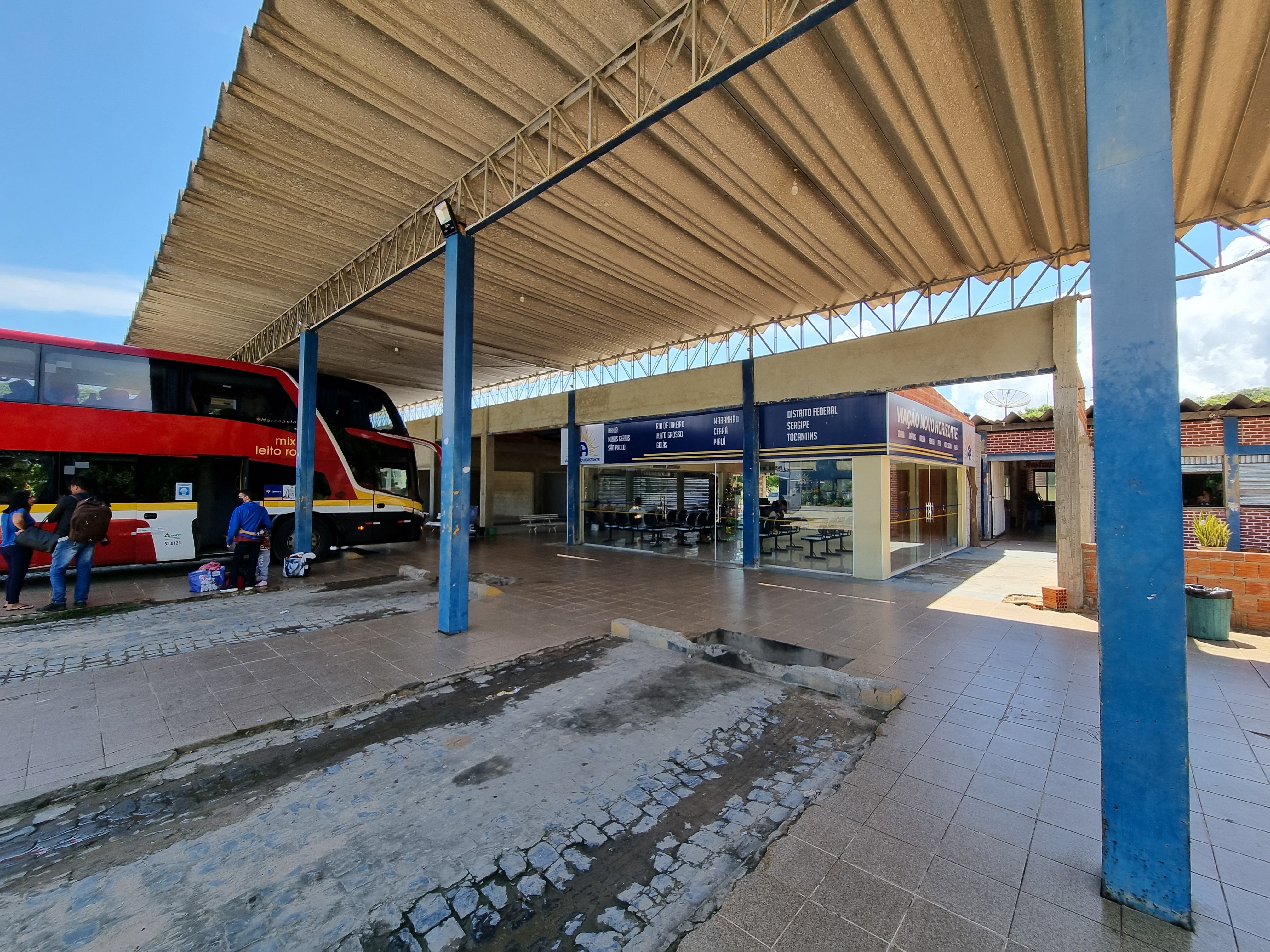
Terminal Rodoviário de Santa Maria da Vitória.

Do ponto de vista ferroviário, atualmente está em construção a Ferrovia de Integração Oeste-Leste. O projeto prevê que tenha 1 527 quilômetros de extensão em bitola larga, e passe pelos estados da Bahia e Tocantins, ligando o Porto Sul no município baiano de Ilhéus à Ferrovia Norte-Sul (FNS) em Figueirópolis, município tocantinense. A construção da ferrovia está a cargo da VALEC, empresa pública vinculada ao Ministério dos Transportes.
A ferrovia ligará  Santa  Maria da Vitória a regiões produtoras de minério de ferro e afins (cidades como Caetité, Pindaí, Tanhaçu, Lagoa Real, Livramento de Nossa Senhora, Maracás, Brumado) e de grãos (Luís Eduardo Magalhães, Barreiras, São Desidério), além da cidade portuária  de Ilhéus.
No setor de transporte coletivo rodoviário há o Terminal Rodoviário da cidade, que é responsável pelo fluxo de linhas de ônibus para outras cidades da Bahia e também interestaduais. Santa Maria da Vitória é cortada pela rodovia federal BR-349, e a estadual BA-172.

## Cultura
A Secretaria Municipal de Educação e Cultura é o órgão da prefeitura responsável pela educação e pela área cultural, turística e religiosa do município de Santa Maria da Vitória, cabendo a ela organização de atividades e projetos culturais.

### Música
A Sociedade Philarmônica Seis de Outubro foi fundada em 22 de novembro de 1908, conforme o que está escrito em seu estatuto datado de 25 de maio de 1948. São os seguintes os nomes de seus fundadores: Coronel Bruno Martins da Cruz, José Alfaiate, Francisco Coimbra, José Págda e outros. O primeiro regente da Seis de Outubro foi o Mestre Ápio Biquiba dy Lafuente. O segundo foi Pedro Nolasco, que foi o primeiro regente da Vitória. O 3º o foi Mestre Vilares. O nome Seis de Outubro foi dado à Philarmônica em homenagem ao seu cabeça, o Coronel Bruno Martins da Cruz. Isto porque seis de outubro foi o dia do nascimento de Bruno, natural de Juazeiro.
A Philarmônica 15 de Novembro (Conhecida como Philarmônica Vitória) foi fundada em 15 de novembro de 1908, portanto, no mesmo ano da sua co-irmã, sendo sete dias mais velha que aquela. Não foi fundada pelo Coronel Clemente, como supõe a maioria pois este chegou a Santa Maria da Vitória em 1917. A fundação da Vitória deve-se aos Afonsos, João Afonso, Antônio Laranjeira Barbosa e outros.